# Michail Michailowitsch Kassjanow

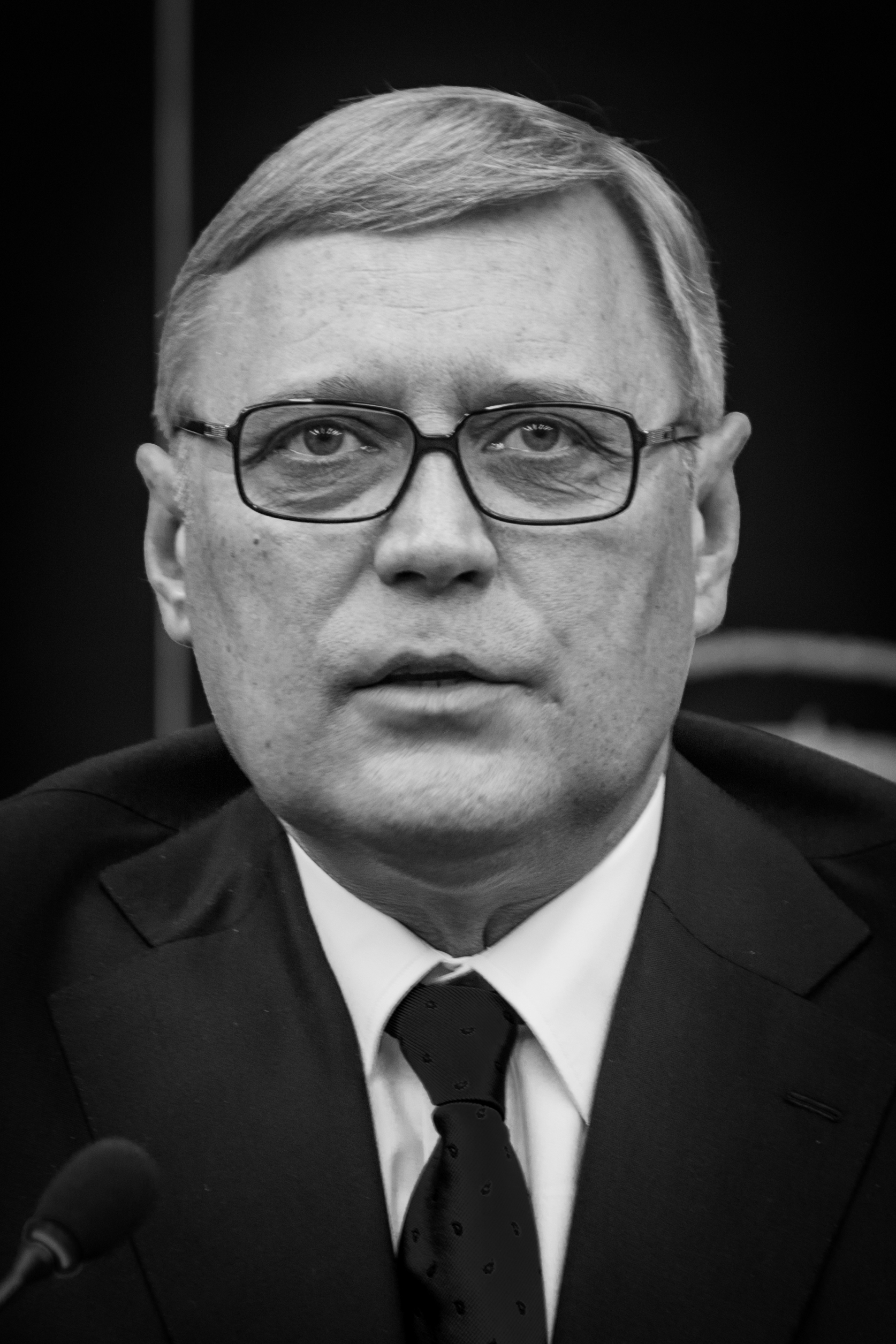
Michail Kassjanow (2015)

Michail Michailowitsch Kassjanow (russisch Михаил Михайлович Касьянов; * 8. Dezember 1957 in Solnzewo, heute zu Moskau) ist ein russischer Politiker. Von Mai 2000 bis Februar 2004 war er Ministerpräsident von Russland, seither gilt er als oppositioneller Dissident. Er bekleidet den Rang eines Wirklichen Staatsrats 1. Klasse der Russischen Föderation.

## Leben

### Ausbildung und Laufbahn als Regierungsbeamter
Kassjanow schloss 1983 die Moskauer Technische Hochschule für Automobil- und Verkehrswesen (abgekürzt MADI, russ. Московский автомобильно-дорожный институт / МАДИ) und begann seine berufliche Laufbahn bereits Ende der 70er-Jahre als Techniker und später als Ingenieur beim Gosplan der Sowjetunion. Dort erhielt er auch eine Zusatzqualifikation im wirtschaftswissenschaftlichen Bereich, so dass er 1990 in die staatliche Außenwirtschaftsbehörde wechselte. Nach dem Zusammenbruch der Sowjetunion und Neubildung des Wirtschaftsministeriums der Russischen Föderation wurde er dort Abteilungsleiter und spezialisierte sich vor allem im Bereich der Auslandsschulden des russischen Staates. Von 1995 bis 1999 war er erster stellvertretender Finanzminister der Russischen Föderation.

### Ernennung zum Finanzminister
Nach dem Amtsantritt Sergei Stepaschins als Regierungschef im Mai 1999 wurde Kassjanow bei der Kabinettsneubildung russischer Finanzminister und behielt diesen Posten auch nach der Ablösung Stepaschins durch Wladimir Putin als Ministerpräsident.

### Aufstieg zum Ministerpräsidenten
Nach der kommissarischen Übernahme des Präsidentenamtes durch Putin am 31. Dezember 1999 ernannte ihn dieser zum amtierenden Ministerpräsidenten. Am 17. Mai 2000, wenige Tage nach der Vereidigung Putins als Präsident, wurde Kassjanow offiziell zum russischen Ministerpräsidenten ernannt.
Die Politik Kassjanows als Regierungschef galt als relativ liberal. Sein Verhältnis zu Putin verschlechterte sich, nachdem er 2003 die Festnahme Platon Lebedews, der zusammen mit dem zuvor ebenfalls inhaftierten Michail Chodorkowski einer der Vorstandsmitglieder des Ölkonzerns Jukos war, als „überzogen“ kritisierte. Im Februar 2004, wenige Wochen vor den Präsidentschaftswahlen, wurde Kassjanow mitsamt seinem Kabinett auf Erlass Putins entlassen. Das Amt des Regierungschefs trat daraufhin Michail Fradkow an.

### Tätigkeit als Oppositionspolitiker

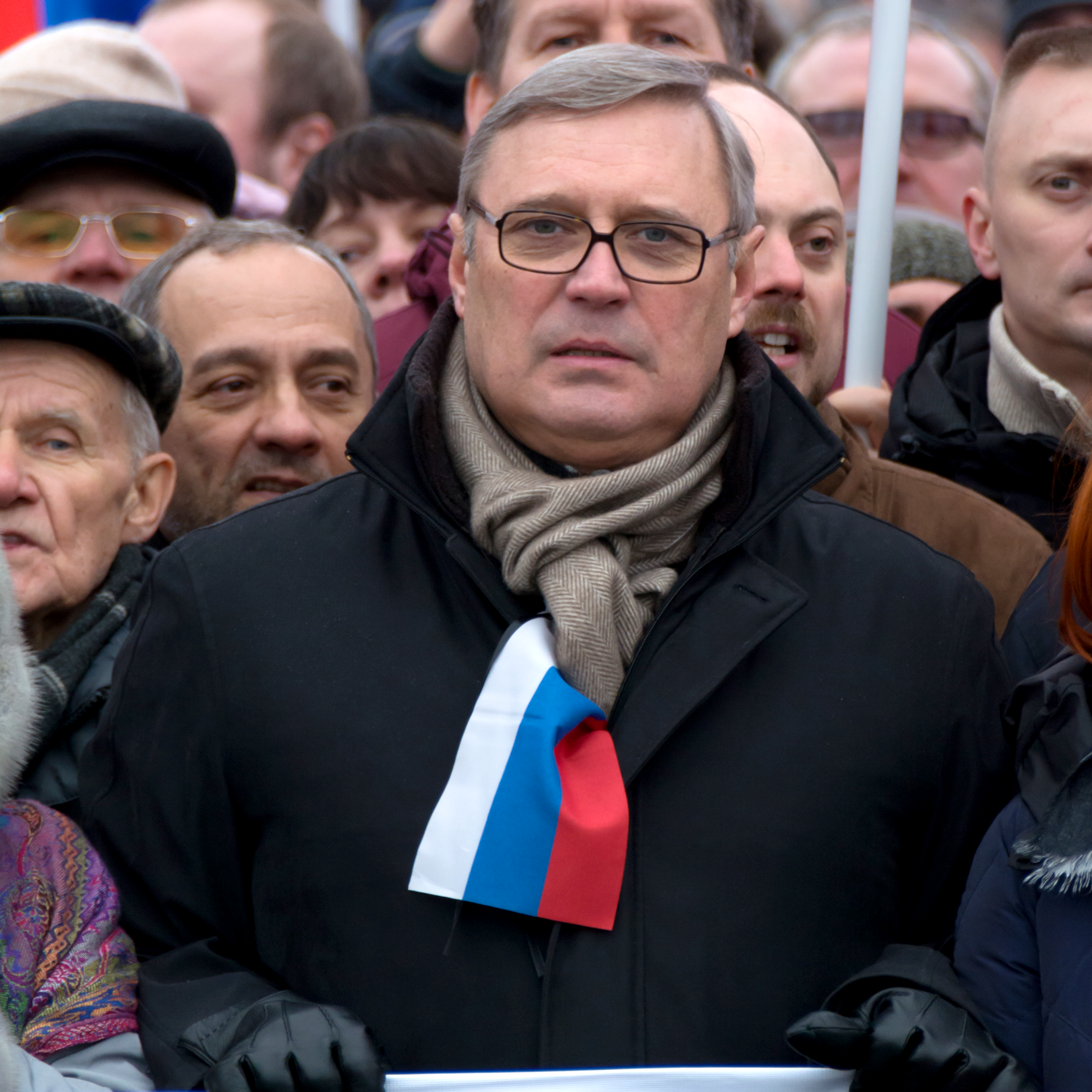
Kassjanow beim Gedenkmarsch für den ermordeten Oppositionspolitiker Boris Nemzow 2015

Etwa ein Jahr nach seiner Entlassung machte Kassjanow in der russischen Öffentlichkeit durch mehrere Auftritte auf sich aufmerksam, in denen er Putins Politik als autoritär kritisierte und ankündigte, bei den nächsten Präsidentschaftswahlen gegen Putin zu kandidieren. Im April 2006 übernahm er den Vorsitz einer liberalen politischen Organisation, die sich Volksdemokratische Union nannte. Im gleichen Jahr trat er der oppositionellen Bewegung Das andere Russland bei und wurde eine Zeit lang als deren möglicher Präsidentschaftskandidat gehandelt. Im Frühjahr 2007 nahm er neben Garri Kasparow am sogenannten Marsch der Unzufriedenen in Moskau teil. Am Rande dieser Demonstration entging er einer Festnahme nur durch den Einsatz seiner Leibwächter.
Im Juli 2007 verließ Kassjanow Das andere Russland und gründete eine neue Partei namens Das Volk für Demokratie und Gerechtigkeit (russ. Народ за демократию и справедливость).
Im Dezember 2007 wurde er als Kandidat für die Präsidentschaftswahl 2008 aufgestellt. Kassjanows Wahlkampforganisation sammelte nach eigenen Angaben mehr als 2 Millionen Unterschriften zur Präsidentschaftskandidatur – weit mehr als notwendig. Die Zentrale Wahlkommission der Russischen Föderation gab am 27. Januar 2008 bekannt, dass 13,38 Prozent der Unterstützungsunterschriften für Kassjanow fehlerhaft seien. Das Wahlgesetz erlaube aber nur eine Fehlerquote von 5 Prozent. Daher erhalte er keine Zulassung zur Präsidentenwahl. Kassjanow rief daraufhin zum Boykott der Präsidentschaftswahl auf, die er als „Farce“ bezeichnete. Die von ihm beim Obersten Gericht eingereichte Beschwerde gegen seine Disqualifikation wurde von diesem am 6. Februar 2008 abgewiesen.
Kassjanow war, als Vertreter für den von ihm geleiteten Russischen Volksdemokratischen Bund (RNDS), Mitgründer und -vorsitzender der mittlerweile nicht mehr bestehenden Partei der Volksfreiheit. Diese Partei diente als ein Sammelbecken vierer unterschiedlicher oppositioneller Bewegungen (unter anderem Solidarnost) und plante an den Dumawahlen 2011 teilzunehmen, wozu es jedoch nicht kam. 2012 war er führend an der Gründung der Oppositionspartei RPR-Parnas (Partei der Volksfreiheit) beteiligt.
In einem Interview mit der Wochenzeitung Die Zeit im März 2015 forderte Kassjanow den Westen auf, in der Ukraine-Krise gegenüber Präsident Putin hart zu bleiben und die Sanktionen gegen Russland aufrechtzuerhalten, ansonsten würde der Westen später einen viel höheren Preis bezahlen müssen.
Wegen seiner strikten Anti-Putin-Haltung bekam Kassjanow direkte Anfeindungen vom tschetschenischen Präsidenten Ramsan Kadyrow zu spüren. Im Februar 2016 zeigte Kadyrow Kassjanow zusammen mit Wladimir Kara-Mursa in einem auf seiner Instagram-Seite veröffentlichten Video im Fadenkreuz eines Gewehrs mit dem Text: „Wer es noch nicht gekriegt hat, kriegt es jetzt“. Kassjanow bezeichnete das Video als direkte Morddrohung. Nur wenige Tage später wurde er in einem Moskauer Restaurant angegriffen. Die Angreifer waren mit hoher Wahrscheinlichkeit Kadyrow-Anhänger.
Anfang Juni 2022 erklärte Kassjanow, sich auf unbestimmte Zeit im Exil zu befinden. Seinen Aufenthaltsort gab er nicht bekannt.
Im Mai 2023 ordnete das Oberste Gericht Russlands die Auflösung der Partei der Volksfreiheit an.
Am 25. November 2023 erklärte ihn das russische Justizministerium zum „ausländischen Agenten“.

## Familiäres
Michail Kassjanow ist verheiratet und hat zwei Töchter.